# Adam Dielimchanow
Adam Sułtanowicz Dielimchanow (ros. Адам Султанович Делимханов, ur. 25 września 1969 w Bienoj, Czeczeńsko-Inguska ASRR) – czeczeński i rosyjski polityk. Wiceprzewodniczący rządu Republiki Czeczeńskiej (2006–2007). Deputowany Dumy Państwowej Federacji Rosyjskiej V, VI i VII kadencji, członek partii Jedna Rosja. W Dumie Państwowej VII kadencji członek Komitetu Dumy Państwowej ds. Bezpieczeństwa i Przeciwdziałania Korupcji.
W czasach czeczeńskich walk o niepodległość był osobistym kierowcą dowódcy polowego Salmana Radujewa. Wraz z wybuchem II wojny czeczeńskiej w 1999 roku przeszedł na stronę sił federalnych. W 2009 roku przywódca Republiki Czeczeńskiej Ramzan Kadyrow nazwał Dielimchanowa „człowiekiem, który może go zastąpić”.
Aktywiści praw człowieka i dziennikarze w Rosji oskarżyli Dielimchanowa o łamanie praw człowieka. Od 2014 roku podlega sankcjom ze strony USA za domniemane zaangażowanie w przestępczą grupę „Brotherly Circle”. Z powodu zaangażowania w inwazję Rosji na Ukrainę podlega międzynarodowym sankcjom wszystkich krajów UE i kilku innych państw.
26 kwietnia 2022 roku otrzymał tytuł Bohatera Federacji Rosyjskiej. Bohater Republiki Czeczeńskiej (2023).

## Życiorys

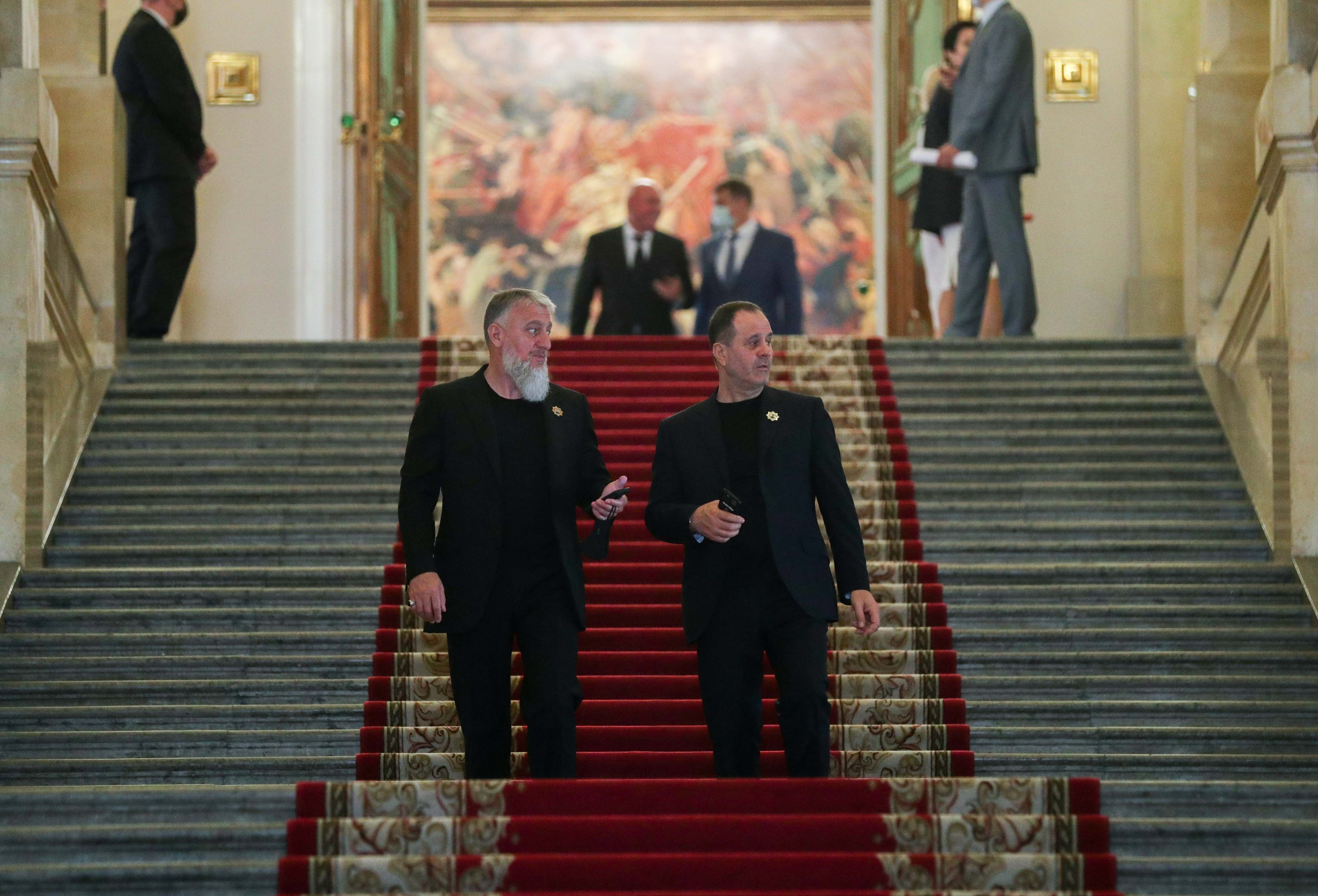
Adam Dielimchanow i Achmiet Dogajew na spotkaniu z prezydentem Rosji, 2021

Urodził się 25 września 1969 roku we wsi Benoj w rejonie nożajsko-jurtowskim Czeczeńsko-Inguskiej ASRR. Krewny (według niektórych doniesień medialnych kuzyn) Ramzana Kadyrowa. W latach 1987–1989 służył w Armii Radzieckiej. Od marca do lipca 1990 roku pracował jako monter III kategorii w przedsiębiorstwie remontowo-konserwacyjnym Argunskoje, a następnie jako dostawca w przedsiębiorstwie Teszam do 1991 roku. W 1994 roku ukończył Czeczeński Uniwersytet Państwowy.
W drugiej połowie lat 90. Dielimchanow  był kierowcą czeczeńskiego dowódcy polowego Salmana Radujewa. Wraz z wybuchem II wojny czeczeńskiej w 1999 roku znalazł się wśród tych Czeczenów, którzy przeszli na stronę sił federalnych. Od marca 2000 do sierpnia 2003 roku pracował w agencjach spraw wewnętrznych jako stażysta, następnie pracownik, a później inspektor ds. analiz i planowania w siedzibie samodzielnej firmy policyjnej podległej Ministerstwu Spraw Wewnętrznych Republiki Czeczeńskiej przeznaczonej do ochrony obiektów – budynków agencji rządowych (służba bezpieczeństwa szefa administracji czeczeńskiej Achmata Kadyrowa). Od 2000 roku pracuje w organach ścigania Federacji Rosyjskiej. W grudniu 2001 roku doszło do zamachu na życie Dielimchanowa. W sierpniu-wrześniu 2003 roku – dowódca batalionu policyjnego pozaresortowego departamentu bezpieczeństwa przy Departamencie Spraw Wewnętrznych Miasta Gudermes. W latach 2003–2006 był dowódcą pułku pozaresortowego dyrekcji bezpieczeństwa podległej Ministerstwu Spraw Wewnętrznych Republiki Czeczeńskiej do ochrony obiektów naftowych i gazowych.
Od 18 lipca 2006 roku wiceprzewodniczący rządu Republiki Czeczeńskiej. Gdy w maju 2007 roku około stu rodziców bojowników zostało wezwanych do czeczeńskiego Ministerstwa Spraw Wewnętrznych, czeczeński wicepremier Adam Dielimchanow powiedział, że nikomu z tych, którzy poszli do lasu, nie będzie przebaczone: „Będą mieli obcięte głowy”.
We wrześniu 2007 roku ogłosił, że Doku Umarow, który nazywał siebie „prezydentem Iczkerii”, zostanie zatrzymany i postawiony przed sądem lub zniszczony.
W wyborach 2 grudnia 2007 roku Dielimchanow został wybrany do Dumy Państwowej. W Dumie zajmuje stanowisko wiceprzewodniczącego Komisji Spraw Federacji i Polityki Regionalnej.
W 2008 roku, po zamordowaniu Rusłana Jamadajewa, byłego deputowanego Dumy Państwowej, który został zastrzelony w centrum Moskwy, jego brat Isa Jamadajew w wywiadzie dla „Moskiewskiego Komsomolca” wprost oskarżył Dielimchanowa o bezpośrednią organizację zabójstwa i powiedział, że w Czeczenii Dielimchanow jest znany pod pseudonimem „Kat”, ponieważ nadzoruje egzekucje i porwania.
5 kwietnia 2009 roku policja w Dubaju (Zjednoczone Emiraty Arabskie) ogłosiła, że aresztowano dwóch bezpośrednich uczestników zamachu na Sulima Jamadajewa: obywatela Iranu Mahdiego Lorniya i obywatela Tadżykistanu Mahsuda Jana; ogłoszono również, że na międzynarodowej liście poszukiwanych zostaną umieszczeni trzej obywatele Rosji i obywatel Kazachstanu, w szczególności Adam Dielimchanow; ten ostatni nazwał oskarżenia przeciwko niemu prowokacją i oświadczył, że jest gotowy współpracować ze śledczymi. Dielimchanow został umieszczony na międzynarodowej liście poszukiwanych. Jego profil i zdjęcie pojawiły się na oficjalnej stronie internetowej Sekretariatu Generalnego Interpolu. Jak zauważa Interfax, dokument został rozprowadzony z tzw. „czerwonym narożnikiem” – dowodem na udział poszukiwanej osoby.
W wywiadzie opublikowanym 23 września 2009 roku czeczeński przywódca Ramzan Kadyrow mianował Adama Dielimchanowa swoim następcą:

Jest zespół, są ludzie, którzy będą kontynuować moją pracę. Zawsze dawałem każdemu dowódcy zadanie przygotowania kogoś po mnie. Przygotowałem kogoś, kto może mnie zastąpić. [— Aleksandr Prochanow: Kto to jest?] Adam Dielimchanow. Mój najbliższy przyjaciel. Bliższy niż brat. Wszyscy moi bracia, wszyscy moi siostrzeńcy, wszyscy moi krewni go kochają i wszyscy są w walce. On traz walczy w górach. Jako deputowany Dumy Państwowej z Czeczenii walczy w górach

W 2010 roku Dielimchanow nadzorował prace nad powstaniem Kompleksu Parku Memorialnego przy ulicy Kadyrowa w Moskwie. Zagospodarowano dziedzińce, stworzono place zabaw. Głównymi dekoracjami były dwie fontanny i miniaturowy łuk. Środki zostały wydzielone przez regionalny fundusz publiczny im. A. Kadyrowa.

Ludzie są przyzwyczajeni do stylu europejskiego, ale my tutaj zaprezentowaliśmy nasz styl wajnachski. Jestem pewien, że mieszkańcom domów spodoba się nowy wygląd ulicy. My z kolei kładziemy główny nacisk na jakość wykonanych prac. Po ich zakończeniu szef Republiki Czeczeńskiej osobiście oceni wykonaną pracę

3 grudnia 2013 roku w Dumie Państwowej Dielimchanow wdał się w słowny konflikt z innym deputowanym z ramienia Jednej Rosji, Aleksiejem Żurawlowem, podczas którego wybuchła bójka, a gość Żurawlowa również został poszkodowany. Według naocznych świadków, podczas bójki Dielimchanow upuścił złoty pistolet. Przewodniczący Dumy Państwowej Siergiej Naryszkin ostro skrytykował zachowanie obu deputowanych. Później Dielimchanow i Żurawlow ogłosili swoje pojednanie. 1 lutego 2022 roku w transmisji na żywo na Instagramie Dielimchanow obiecał obciąć głowy rodzinie sędziego Saidiego Jangulbajewa i tym, którzy przetłumaczyli nagranie na rosyjski. Wcześniej groźby pod adresem rodziny Jangulbajewa wysuwał również szef Republiki Czeczeńskiej Ramzan Kadyrow.
Dekretem Prezydenta Federacji Rosyjskiej z 26 kwietnia 2022 roku za odwagę i bohaterstwo wykazane podczas „specjalnej operacji wojskowej” na Ukrainie Adam Dielimchanow został wyróżniony tytułem Bohatera Federacji Rosyjskiej.
W październiku 2022 roku w imieniu Ramzana Kadyrowa obiecał on „pociągnąć wszystkich do odpowiedzialności” za „znieważenie i pomawianie” kraju, hymnu, Konstytucji Federacji Rosyjskiej i prezydenta.
14 czerwca 2023 roku szereg rosyjskich i ukraińskich mediów oraz urzędników (w tym Ramzan Kadyrow) poinformowało, że Dielimchanow został ranny lub zginął w wyniku ostrzału Primorska przez siły ukraińskie. Później Kadyrow i szereg rosyjskich mediów zaprzeczył własnym słowom, nie przedstawiając jednak przekonujących dowodów na faktyczny stan Dielimchanowa.

## Działalność polityczna
W latach 2007–2019, jako deputowany Dumy Państwowej V, VI i VII kadencji, był współautorem 20 inicjatyw ustawodawczych i poprawek do projektów ustaw federalnych.

## Majątek
W rankingu 500 rosyjskich miliarderów, sporządzonym przez magazyn „Finans” na początku 2011 roku, Adam Dielimchanow zajął 314. miejsce. Jego majątek szacowano na 300 milionów dolarów lub 9,1 miliarda rubli. Według oficjalnych danych za 2011 rok Dielimchanow uzyskał dochód w wysokości 1,9 miliona rubli, a jego żona – 187 tysięcy rubli.

## Krytyka
Podczas rosyjskiej inwazji na Ukrainę Dielimchanow regularnie nagrywał inscenizowane filmy z udziałem formacji czeczeńskich, w których rzekomo uczestniczyło ono w działaniach bojowych, z powodu tych filmów czeczeńskie oddziały na Ukrainie nazywano „TikTokową armią”.
Podczas rosyjskiego ataku na Ukrainę, według Human Rights Watch, zgodnie z zasadą odpowiedzialności dowódcy, Dielimchanow może być zamieszany w popełnianie zbrodni wojennych podczas oblężenia Mariupola, w szczególności za atakowanie i utrudnianie dostaw pomocy humanitarnej oraz ewakuacji ludności cywilnej, a także zbrodni przeciwko ludzkości.

## Odznaczenia
- Bohater Federacji Rosyjskiej (26 kwietnia 2022)[16][17]
- Bohater Republiki Czeczeńskiej (16 kwietnia 2023) – za wybitne zasługi dla Republiki Czeczeńskiej i jej narodu, odwagę, bohaterstwo i poświęcenie wykazane w obronie interesów Ojczyzny[18]
- Bohater Ługańskiej Republiki Ludowej (2022)[4]
- Order „Za zasługi dla Ojczyzny” IV stopnia (7 listopada 2024) – za wkład w rozwój parlamentaryzmu, aktywną działalność ustawodawczą i wieloletnią sumienną pracę[37]
- Order Męstwa (trzykrotnie)[4]
- Order Przyjaźni[4]
- Order Kadyrowa[4]